# ОШ „Стеван Филиповић” ИО Рабровица
ОШ „Стеван Филиповић” ИО Рабровица је данас издвојено одељење матичне школе у Дивцима, почела је са радом 1844. године и спада у једну у најстаријих школа у окружењу. Школа се налази у непосредној близини цркве Светог Николе.
Од матичне школе удаљена је око 2 км и обухвата децу са подручја села Диваца и Лукавца. Школски објекат је реновиран 1999. године и располаже са три учионице, канцеларијом за наставнике, просторијом за друштвене и спортске активности, помоћним простријама, мокрим чвором. У склопу школског дворишта постоји уређен спортски терен, који је саграђен заједничким учешћем цркве, донатора и школе. Одлуком СО Ваљева бр. 011-62/91-08 од 8.7.1991. године, школска зграда у Рабровици је утврђена за споменик културе.
У Рабровици се родила наша позната песникиња Десанка Максимовић, али се после два месеца породица преселила у Бранковину. Познати учитељи у Рабровици, где су и пензију дочекали били су Десанкин брат и снаха. Школу је похађао и познати редитељ Дејан Мијач, чији је отац био на служби у овој школи.